# フィフティーン (曲)
『フィフティーン』は、西田ひかるのデビューシングル。1988年4月6日発売。発売元はポニーキャニオン。

## 解説
表題曲はハウス食品「フルーチェ」のコマーシャルソングとして使用された。

## 収録曲
| 全作曲: 林哲司、全編曲: 船山基紀。 |                        |            |            |      |
| #                                  | タイトル               | 作詞       | 作曲・編曲 | 時間 |
| 1.                                 | 「フィフティーン」     | 麻生圭子   | 林哲司     | 4:13 |
| 2.                                 | 「窓辺のシークレット」 | 石川あゆ子 | 林哲司     | 3:50 |
| 合計時間:                          | 合計時間:              | 合計時間:  | 8:03       |      |

## 収録アルバム
フィフティーン
- 『CLEAR』
- 『VERY BEST OF HIKARU〜Theme Song, CF Song Collection〜』
- 『MYこれ!クション 西田ひかるBEST』
- 『西田ひかる SINGLESコンプリート』
- 『Myこれ!Lite 西田ひかる』
- 『Hippie Happy Groove!! HIKARU NISHIDA LIVE '97』（ライヴ・バージョン）